# Ihsān (Islamisches Strafrecht)
Ihsān (arabisch إحصان, DMG iḥṣān ‚Unzugänglich-Machung, Befestigung, Immunisierung‘) ist eine Kategorie des islamischen Strafrechts, die bei der Bemessung der Hadd-Strafe beim Delikt des außerehelichen Geschlechtsverkehrs (Zinā) zur Anwendung kommt. Während eine Person, die sich im Ihsān-Status befindet, im Falle von Zinā mit Steinigung zu bestrafen ist, ist bei Personen, bei denen dieser Status nicht vorliegt, die koranische Strafe (Sure 24:2) von hundert Peitschenhieben vorgesehen. Im Ergebnis führt das Konzept des Ihsān, das auch in moderne islamische Strafgesetze wie die pakistanische Hudood Ordinances von 1979 aufgenommen wurde, zu einer starken Einschränkung der Anwendung der Steinigungsstrafe. Hinsichtlich der Voraussetzungen für das Eintreten des Ihsān-Zustandes bestehen unter den islamischen Rechtsgelehrten große Meinungsverschiedenheiten. Auch bei dem Straftatbestand des Qadhf, der Verleumdung wegen Zinā, ist das Ihsān-Konzept relevant, da nur dann, wenn sich die verleumdete Person zur Zeit der Verleumdung im Ihsān-Zustand befunden hat, die betreffende Hadd-Strafe zur Anwendung kommen soll. 

## Koranische Grundlagen des Ihsān-Konzepts
Im Koran kommt der Begriff iḥṣān nicht vor, allerdings werden an mehreren Stellen das zugrundeliegende Verb aḥṣana (unzugänglich machen) und die davon abgeleiteten Partizipien muḥṣin ("unzugänglich machend") bzw. muḥṣan ("unzugänglich gemacht") verwendet. Aus der Verwendung dieser Worte im Koran werden verschiedene Bedeutungen für den Begriff abgeleitet.

### Der Aspekt der Keuschheit
In Sure 21:91 und Sure 66:12 wird Maria als diejenige umschrieben, "die ihre Scham unzugänglich machte" (allatī aḥṣanat farǧa-hā). Und an anderen Stellen (Sure 4:24, Sure 5:5) werden "unzugänglich machende" Männer (muḥṣinūn) solchen, die Unzucht treiben (musāfiḥūn), gegenübergestellt. So heißt es in Sure 4:24: "Über das hinaus ist euch erlaubt, dass ihr mit eurem Vermögen freit, als unzugänglich machende (muḥṣinīn), nicht als Unzucht treibende Männer (ġair musāfiḥīn)." In der Gegenüberstellung mit dem Adjektiv musāfiḥ erscheint das Partizip an einer anderen Stelle (Sure 4:25: muḥṣināt ġair musāfiḥāt) auch auf Frauen bezogen. Zwar vokalisiert die ägyptische Standardedition des Korans das auf Frauen bezogene Partizip immer als Passiv: muḥṣanāt (wörtl. "unzugänglich gemachte Frauen"), doch ist dies in der islamischen Tradition nicht die einzig anerkannte Lesart. Eine Reihe von kufischen und mekkanischen Autoritäten vokalisierte die femininen Partizipien genauso wie die maskulinen als Aktiv, und diese Lesung war ebenso verbreitet wie die aktivische.
Aufgrund des beschriebenen Wortgebrauchs im Koran und der häufigen Gegenüberstellung mit musāfaḥa ("Unzucht") wird Ihsān als Synonym für "Keuschheit" (ʿiffa) verstanden. Die Partizipien muḥṣin und muḥṣana werden dementsprechend im Deutschen üblicherweise mit den Begriffen "ehrbar" (so R. Paret) oder "keusch" (so H. Bobzin) wiedergegeben. Diejenigen, die solche "ehrbaren Frauen" (al-muḥṣanāt) durch den Vorwurf des Ehebruchs in Verruf bringen, sollen mit 80 Peitschenhieben bestraft werden, wenn sie nicht vier Zeugen beibringen können (Sure 24:4). Außerdem sollen sie im Diesseits und Jenseits verflucht sein (Sure 24:23).

### Der Aspekt der Freiheit
In einem anderen Vers (Sure 4:25) werden "unzugänglich gemachte Frauen" (muḥṣanāt) solchen Frauen, die sich im Besitz der Muslime befinden, gegenübergestellt. Hieraus wird geschlossen, dass das Partizip muḥṣan auch freie Frauen bezeichnet, im Gegensatz zu Sklavinnen. Dem Mann wird in Sure 4:25 für den Fall, dass sein Vermögen nicht ausreicht, um eine reguläre Ehe mit einer freien muslimischen Frau einzugehen, erlaubt, eine muslimische Sklavin zu ehelichen. Für diese Sklavinnen wird am Ende desselben Verses eine Sonderregelung eingeführt: Wenn sie Unzucht treiben, dann gebührt ihnen nur die Hälfte der Strafe für freie Frauen (fa-ʿalai-hinna niṣfu mā ʿalā l-muḥṣanāt). Die Bedeutung von "freie Frauen" für muḥṣanāt wurde auch in Sure 5:5 angenommen, wo ausgesagt wird, dass die Gläubigen muḥṣanāt von den Gläubigen und den Ahl al-kitāb heiraten dürfen, wenn sie ihnen ihren Lohn geben.

### Ihsān als Eheschließung
Schließlich gibt es mit dem Anfang von Sure 4:24 noch eine Koranstelle, bei der der Begriff als Eheschließung interpretiert wurde. An dieser Stelle wird ausgesagt, dass den Muslimen muḥṣan-Frauen verboten seien, außer denjenigen, die sich in ihrem Besitz befinden. Dies wurde allgemein so gedeutet, dass muḥṣan-Frauen solche Frauen sind, die bereits einen Ehemann haben. Als Autorität für die Interpretation, dass es sich bei den in Sure 4:24 genannten muḥṣanāt um verheiratete Frauen (ūlāt al-azwāǧ) handelt, wird insbesondere der medinische Rechtsgelehrte Saʿīd ibn al-Musaiyab (gest. 713) genannt. Daneben sollen aber auch ʿAbdallāh ibn ʿAbbās und ʿAbdallāh ibn Masʿūd das Wort hier so gedeutet haben. Nach Fachr ad-Dīn ar-Rāzī hat der Passus dementsprechend folgenden Aussagewert: "Wenn die Frau bereits verheiratet ist, ist sie allen anderen Männern verboten, außer wenn sie (als Sklavin) in den Besitz eines Menschen gelangt. In diesem Fall ist sie ihrem Eigentümer erlaubt." Als Grundlage für diese Interpretation wird auf die Überlieferung verwiesen, wonach dieser Vers offenbart wurde, als Muslime nach der Schlacht von Hunain im Jahre 630 bei Autās Frauen gefangen genommen hatten, die auf dem Gebiet der Ungläubigen bereits verheiratet waren. Durch die Offenbarung dieses Verses wurden diese früheren Ehebande aufgelöst und die muslimischen Kämpfer erhielten die Erlaubnis, mit den Frauen sexuell zu verkehren.
Neben dieser Mehrheitsmeinung, wonach mit den muḥṣan-Frauen in Sure 4:24 verheiratete Frauen gemeint sind, gab es noch eine Mindermeinung, wonach der Begriff auch hier keusche Frauen meinte. Nach dieser Interpretation wurde an der Stelle das Verbot ausgesprochen, über die vier Frauen, die sich bereits im Besitz des Ehemanns befanden, hinaus weitere Frauen zu ehelichen.

## Die Bindung der Steinigung an den Ihsān-Status
Textgrundlage für die Bindung der Steinigung an den Ihsān-Status ist der Hadith, wonach nur in drei Fällen das Blut eines Menschen vergossen werden darf, nämlich bei Abfall vom Islam, bei Zinā nach Eintritt des Ihsān-Zustands und bei der unberechtigten Tötung eines Menschen. Die Person, die sich im Ihsān-Status befindet, wird im islamischen Recht als Muhsan (muḥṣan) bezeichnet. Die Steinigung als Strafe für den Muhsan wurde lediglich von Charidschiten und den Muʿtaziliten abgelehnt. Sie begründeten das damit, dass die Steinigungsstrafe nicht im Koran zu finden ist.

## Voraussetzungen für den Ihsān-Status im islamischen Recht
In den islamischen Rechtsbüchern finden sich Kataloge von Voraussetzungen, die erfüllt sein müssen, damit bei einer Person der Ihsān-Zustand eintritt. Allgemein werden folgende Voraussetzungen diskutiert: (1) Reife bzw. Geschlechtsreife (bulūġ), (2) Islam, die betreffende Person muss also ein Muslim sein (3) Freiheit (ḥurrīya), die Person darf sich also nicht im Sklaven-Status befinden, (4) rechtsgültige Eheschließung (ʿaqd ṣaḥīḥ), (5) Vollzug der Ehe, (6) Existenz dieser Eigenschaften auch beim anderen Ehepartner. 
Der Hanafit al-Kāsānī meinte, dass diese Eigenschaften, wenn sie bei einer Person vorlägen, als "Schutzmittel" (mawāniʿ) eine "Festung vor der Unzucht" (ḥiṣn ʿan az-zinā) bildeten. Den Begriff des Iḥṣān erklärt er dementsprechend als das "Eintreten in die Festung vor der Unzucht" (duḫūl fī l-ḥiṣn ʿan az-zinā). Darüber hinaus meinte er, dass die Begehung von Zinā trotz Existenz aller "Schutzmittel" (mawāniʿ) den äußersten Grad der Schimpflichkeit darstelle und dementsprechend mit der schwersten aller diesseitigen Strafen sanktioniert werden müsse, nämlich der Steinigung.

### Reife bzw. Geschlechtsreife
Dass Reife bzw. Geschlechtsreife (buluġ) eine Voraussetzung für den Ihsān ist, wurde von Abū Hanīfa, Mālik ibn Anas und asch-Schāfiʿī gelehrt. Einige Gelehrte ergänzten die Reife um die Voraussetzung der Vernunftbegabtheit (ʿaql). Kinder und Geisteskranke sollen von daher nicht in den Ihsān-Status gelangen können. Al-Kāsānī meinte, dass Reife und Vernunft deswegen Schutzmittel gegen Zinā seien, weil sie den Menschen von der Begehung anstößiger Handlungen abhielten.

### Islam
Hinsichtlich des Islams als Voraussetzung für das Eintreten des Ihsān-Status existierten unter den Rechtsgelehrten Meinungsverschiedenheiten. Die Hanafiten sowie einige Malikiten meinten, dass nur ein Muslim in den Ihsān-Status gelangen könne. Abū Yūsuf soll dagegen den Islam nicht für eine Voraussetzung für den Ihsān-Status gehalten haben. Seiner Meinung nach konnte auch ein Dhimmī in den Ihsān-Status gelangen, so dass er bei Verfehlungen gesteinigt werden musste. Dieser Meinung schlossen sich auch asch-Schāfiʿī und der Malikit Ibn al-ʿArabī an. Sie alle argumentierten damit, dass Mohammed auch zwei Juden hatte steinigen lassen. Al-Kāsānī meinte hingegen, dass die dadurch generierte Norm durch den Auspeitschungsvers (Sure 24:2) abrogiert wurde. Al-Kāsānī, der den Islam für eine Voraussetzung für den Ihsān hielt, begründete die strengere Bestrafung des Muslim damit, dass bei ihm dieses Delikt eine "größere Schimpflichkeit" (mazīd qubḥ) darstelle, weil sich der Muslim, der die Wohltat des Islams empfangen habe, damit als besonders undankbar erweise.

### Freiheit
Freiheit wurde allgemein als eine Voraussetzung für den Ihsān-Zustand betrachtet. Die gegenteilige Meinung vertrat lediglich der irakische Gelehrte Abū Thaur (gest. 854). Er meinte, dass auch Sklaven und Sklavinnen den Ihsān-Status erlangen könnten und dementsprechend bei Zinā gesteinigt werden müssten. Al-Auzāʿī und Mudschāhid ibn Dschabr schränkten dies dahingehend ein, dass der Sklave nur dann in den Zustand des Ihsān gelange, wenn er eine freie Frau heirate. Demgegenüber meinte Mālik, dass bei diesem Mann nur dann Ihsān vorliege, wenn er nach der Eheschließung freigelassen werde und weiter mit seiner Frau verkehre. Wenn er sie dagegen vor der Freilassung verlassen habe, erreiche er nicht in den Ihsān-Zustand. Das Gleiche gelte auch für die Sklavin, die von einem freien Mann geehelicht wird.

### Rechtsgültige Eheschließung
Dass eine rechtsgültige Eheschließung Voraussetzung für den Ihsān-Status ist, nahm die Mehrheit der Gelehrten an, darunter Mālik und asch-Schāfiʿī. Eine andere Meinung sollen lediglich Abū Thaur, der ägyptische Gelehrte al-Laith ibn Saʿd (gest. 791) und al-Auzāʿī vertreten haben. Al-Bādschī lehrte, dass zu der rechtsgültigen Eheschließung die Zustimmung des Herrn gehörte, wenn einer der beiden Ehepartner bei der Eheschließung unfrei war. Selbst wenn der Sklave später freikam, trat bei einer Eheschließung ohne diese Zustimmung der Ihsān nicht ein.
Während es nach der sunnitischen Lehre ausreicht, dass der Delinquent irgendwann einmal eine rechtsgültige Ehe geschlossen hat, verlangt die schiitische Lehre, dass der Delinquent zum Zeitpunkt der Tat noch rechtsgültig verheiratet sein muss und der Ehepartner ihm auch zur Verfügung steht. Wenn der Ehepartner beispielsweise inhaftiert oder verreist ist, ist der Ihsān-Status aufgehoben. Diese schiitische Definition von Ihsān wurde 1991 auch in das Sudanesische Strafgesetzbuch übernommen.

### Vollzug der Ehe
Mālik ibn Anas meinte, dass der Vollzug der Ehe in einer Situation stattgefunden haben musste, in der der Geschlechtsverkehr zulässig war (ḥāla ǧāʾiz fī-hā al-waṭʾ). Ein Geschlechtsverkehr während der Menstruation oder während des Fasten führte seiner Auffassung nach dagegen keinen Ihsan-Status herbei. Der Hanbalit Muwaffaq ad-Dīn ibn Qudāma lehrte, dass Ihsān nur dann eintrete, wenn ein Vaginalverkehr (al-waṭʾ fī l-qubul) stattgefunden habe, bei dem ein Verschwinden der Eichel in der Vagina erfolgt ist (waṭʾ ḥaṣala bi-hī taġaiyub al-ḥašafa fī l-farǧ). Analverkehr (al-waṭʾ fī d-dubur) und andere sexuelle Handlungen reichten dagegen nicht aus, um den Ihsān-Zustand herbeizuführen.
Der ägyptische Malikit Ahmad ibn Muhammad ad-Dardīr (gest. 1786) führte in seinem Muwaṭṭāʾ-Kommentar als zusätzliche Voraussetzung die Nicht-Bestreitung (ʿadam munākara) des Ehevollzugs ein. Muhammad ibn Ahmad ad-Dasūqī (gest. 1815) erklärte hierzu, dass die Ehe nur dann als vollzogen galt, wenn beide Ehepartner dies bestätigten. Wenn dagegen ein Ehepartner den Ehevollzug in Abrede stellte, galt diese Voraussetzung als nicht gegeben. Andere Malikiten meinten dagegen, dass man im Falle von Zinā die Aussage des Delinquenten selbst zur Frage des Ehevollzugs außer Acht lassen solle.

### Vorliegen der Ihsān-Voraussetzungen beim Ehepartner
Ausführliche Diskussionen gab es zu der Frage, welche Voraussetzungen der Ehepartner erfüllen muss, damit eine Ehe mit ihm den Ihsān-Status herbeiführt. Eine Person, die durch Eheschließung mit einer anderen Person diese in den Ihsān-Status überführt, wird im islamischen Recht als "Muhsin" (muḥṣin) bezeichnet. Mehrere frühe Rechtsgelehrte wie al-Hasan al-Basrī, Qatāda ibn Diʿāma, Sufyān ath-Thaurī und Mālik ibn Anas meinten, dass auch die Sklavin als Muhsin fungieren kann. Wenn also ein freier Muslim eine Sklavin geehelicht und die Ehe mit ihr vollzogen hat, soll er dadurch in den Ihsān-Zustand gelangen. Ahmad ibn Hanbal dagegen schloss dies aus.
Ähnlich kontroverse Positionen gab es hinsichtlich nicht-muslimischer Ehepartner. Während Dschābir ibn Zaid und Mālik ibn Anas meinten, dass die vollzogene Ehe mit einer Christin oder einer Jüdin den Ehemann in den Ihsān-Zustand versetze, waren Abū Hanīfa, Mudschāhid ibn Dschabr, Sufyān ath-Thaurī und Ahmad ibn Hanbal der Auffassung, dass ungläubige Ehepartner keinen Ihsān-Zustand verleihen könnten. Hierbei berief man sich auf einen Hadith, wonach Mohammed seinem Gefährten Hudhaifa ibn al-Yamān, der eine Jüdin heiraten wollte, davon abriet, weil sie ihn nicht "keusch mache". Er wird in diesem Zusammenhang mit den Worten zitiert: "Lass sie, denn sie macht dich nicht keusch" (daʿhā fa-inna-hā lā tuḥṣinu-ka). Andere, die den Islam des Ehepartners für eine Ihsān-Voraussetzung hielten, beriefen sich auf das angebliche Prophetenwort: "Derjenige, der Gott anderes beigesellt, ist kein Muhsin" (man ašraka fa-laisa bi-muḥṣin).
Die Hanafiten setzten insgesamt das Vorliegen aller Ihsān-Voraussetzungen beim Ehepartner für das Eintreten des Ihsān-Status voraus. Wenn also ein freier, geschlechtsreifer Muslim, der im Vollbesitze seiner Geisteskräfte ist, eine Sklavin (ama), ein Mädchen, das noch nicht geschlechtsreif ist (ṣabīya), eine Geisteskranke (maǧnūna) oder eine Frau von den Ahl al-kitāb heiratet und die Ehe mit ihr vollzogen hat, gelangt dieser Mann nach der hanafitischen Sicht nicht in den Ihsān-Zustand und wird dementsprechend bei Zinā auch nicht gesteinigt, selbst wenn die Ehefrau später den Islam annimmt bzw. freigelassen wird. Ehepartner sollen auch dann den Ihsān-Status verlassen, wenn sie kurzzeitig vom Islam abfallen und danach erneut den Islam annehmen. Nach al-Kāsānī müssen die Ihsān-Eigenschaften deswegen jeweils auch beim anderen Ehepartner vorliegen, weil die sexuelle Befriedigung (qaḍāʾ aš-šahwa) bei der Ehe mit dem unreifen Mädchen, der Geisteskranken, der Ungläubigen (al-kāfira) und auch mit den Sklavinnen (ar-raqīq) unvollkommen ist.

## Der Ihsān-Status als Tatbestandsvoraussetzung bei Qadhf
In der hanafitischen Rechtswissenschaft wird zwischen dem Ihsān-Status, der Voraussetzung für Steinigung ist, und dem Ihsān-Status, der Tatbestandsvoraussetzung für das Delikt der Verleumdung (qaḏf) ist, unterschieden. Der "Ihsān der Verleumdung" (iḥṣān al-qaḏf) unterscheidet sich von dem "Ihsān der Steinigung" (iḥṣān ar-raǧm) vor allem durch die Voraussetzungen. Al-Kāsānī nennt für ihn insgesamt fünf Voraussetzungen: (1) Vernunftbegabtheit, (2) Reife, (3) Freiheit, (4) Islam und (5) Enthaltung von Zinā (al-ʿiffa ʿan az-zinā). Nur wenn alle diese Voraussetzungen bei der verleumdeten Person erfüllt sind, soll die verleumdende Person, wie es Sure 24:4 vorsieht, mit 80 Peitschenhieben bestraft werden. Diese Definition des "Ihsān der Verleumdung" wurde auch in die pakistanischen Hudood Ordinances von 1979 übernommen.